# Episodi di The Neighborhood (quinta stagione)
La quinta stagione della serie televisiva The Neighborhood, composta da ventidue episodi, è stata trasmessa in prima visione assoluta negli Stati Uniti d'America da CBS dal 19 settembre 2022 al 22 maggio 2023. La serie è inedita in Italia.
| nº | Titolo originale                            | Prima TV USA      |
| -- | ------------------------------------------- | ----------------- |
| 1  | Welcome Back to the Neighborhood            | 19 settembre 2022 |
| 2  | Welcome to the Pit Stop How May I Help You  | 26 settembre 2022 |
| 3  | Welcome to the Ballgame                     | 3 ottobre 2022    |
| 4  | Welcome to the New Deal                     | 10 ottobre 2022   |
| 5  | Welcome to the Art of Negotiation           | 17 ottobre 2022   |
| 6  | Welcome to the Hot Prospect                 | 24 ottobre 2022   |
| 7  | Welcome to the Working Week                 | 14 novembre 2022  |
| 8  | Welcome to What Used to be the Neighborhood | 21 novembre 2022  |
| 9  | Welcome to Our Time                         | 5 dicembre 2022   |
| 10 | Welcome to the Getaway                      | 16 gennaio 2023   |
| 11 | Welcome to the Cornhole                     | 23 gennaio 2023   |
| 12 | Welcome to the Bachelor Party               | 6 febbraio 2023   |
| 13 | Welcome to the Last Dance                   | 13 febbraio 2023  |
| 14 | Welcome to New Beginnings                   | 27 febbraio 2023  |
| 15 | Welcome to the Next Big Thing               | 13 marzo 2023     |
| 16 | Welcome to the Jungle                       | 20 marzo 2023     |
| 17 | Welcome to the Milestone                    | 10 aprile 2023    |
| 18 | Welcome to the Future                       | 17 aprile 2023    |
| 19 | Welcome to the New Do                       | 1 maggio 2023     |
| 20 | Welcome to the Other Neighborhood           | 8 maggio 2023     |
| 21 | Welcome to the Fatherhood                   | 15 maggio 2023    |
| 22 | Welcome to the Opening Night                | 22 maggio 2023    |